# Natriumdithiophosphat
Natriumdithiophosphat ist eine chemische Verbindung des Natriums und ein Salz der Dithiophosphorsäure.

## Gewinnung und Darstellung
Natriumdithiophosphat kann durch Umsetzung von Phosphor(V)-sulfid mit Natronlauge und nachfolgende Hydrolyse der gleichzeitig entstandenen höheren Thiophosphate gewonnen werden.

## Eigenschaften
Natriumdithiophosphat-undecahydrat bildet bei langsamer Abkühlung der wässerigen Lösung sechsseitige prismatische Kristalle, bei schneller Abkühlung bis zu 2 cm lange Nadeln. Es besitzt eine Kristallstruktur mit der Raumgruppe P212121 (Raumgruppen-Nr. 19). Das Anhydrat hat eine Kristallstruktur mit der Raumgruppe Pbca (Nr. 61). Es zersetzt sich ab 350 °C zu Na3PO3S und Na3POS3.

## Verwendung
Natriumdithiophosphat wird zur Flotation von Molybdänerzen verwendet.